# Le Ségur
Le Ségur é uma comuna francesa na região administrativa de Occitânia, no departamento de Tarn. Estende-se por uma área de 18,91 km². Em 2010 a comuna tinha 266 habitantes (densidade: 14,1 hab./km²).